# Melker Schörling
Melker Yngve Georg Schörling, född 15 maj 1947 i Götlunda församling, Örebro län, död 8 december 2023 på Edeby i Råby-Rönö och Ripsa distrikt i Nyköpings kommun, Södermanlands län, var en svensk affärsman. 
Schörling växte upp i en lantbrukarfamilj i Götlunda och tog civilekonomexamen vid Handelshögskolan i Göteborg 1970. Han var verkställande direktör för Crawford Door 1984–1987 och genomförde som vd och koncernchef för Securitas AB 1987–1992 en omfattande expansion av dess verksamhet. Åren 1993–1997 var han verkställande direktör för Skanska, varefter han ägnade sig åt investeringar och styrelseuppdrag i flera bolag.
Han var majoritetsägare, och sedan 1999 arbetande styrelseordförande, i det av honom dominerade börsnoterade investmentbolaget Melker Schörling AB samt storägare och styrelseordförande i bland andra Securitas, AAK, Hexagon och Hexpol, vilka genom omfattande internationella uppköp utvecklats till koncerner. Han var i flera år styrelseledamot i Hennes & Mauritz och blev 2012 ordförande för Entreprenörskapsforum vid Örebro universitet, som också arrangerat Melker Schörling-symposier. Han ägde även betydande aktieposter i Assa Abloy och Nibe. Han lämnade alla sina styrelseuppdrag 2017.